# باشتورشت
باشتورشت (به آلمانی: Basthorst) یک شهر در آلمان است که در هرتسوگتوم لاونبورگ واقع شده‌است.
 باشتورشت  ۳۹۴ نفر جمعیت دارد.